# Phaneroserphus calcar
Phaneroserphus calcar är en stekelart som först beskrevs av Alexander Henry Haliday 1839.  Phaneroserphus calcar ingår i släktet Phaneroserphus, och familjen svartsteklar. Arten är reproducerande i Sverige.